# Rhipidia domestica
Rhipidia domestica är en tvåvingeart. Rhipidia domestica ingår i släktet Rhipidia och familjen småharkrankar.

## Underarter
Arten delas in i följande underarter:
- R. d. amazonensis
- R. d. angustifrons
- R. d. domestica